# 库奥皮奥主教座堂

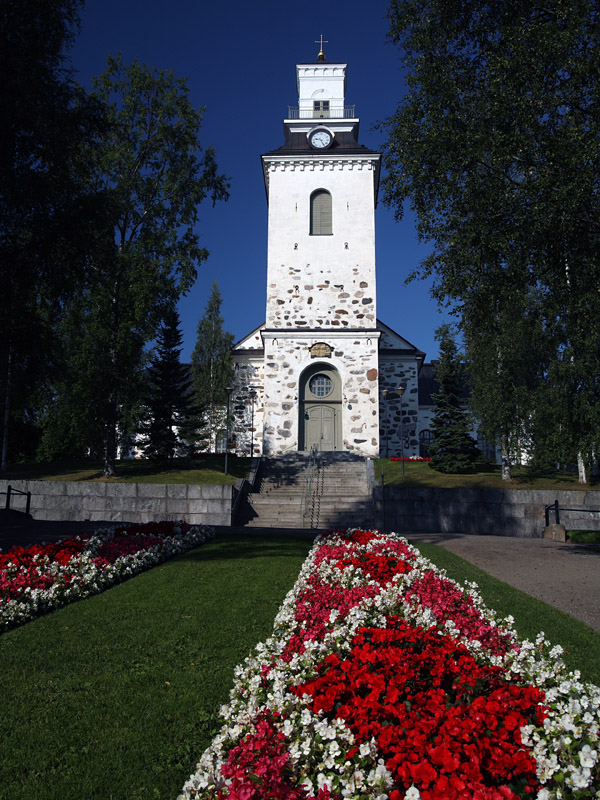
库奥皮奥主教座堂

库奥皮奥主教座堂（芬蘭語：Kuopion tuomiokirkko）位于芬兰库奥皮奥，是芬兰福音信义会库奥皮奥教区的主教座堂。
教堂的建筑风格为代表19世纪初期的新古典主义建筑，其形状为等边十字形。十字形的东端为塔楼，西端为祭坛。教堂大厅的面积为1060平方米，可容纳1200人。

## 历史
教堂的图纸早在1795年就已制定，但直到1806年才开始建造。1808年建到屋顶高度时爆发了芬兰战争而停止。在1812年才又重新开工，直至1815年才完工。教堂在1816年4月17日启用。

## 图集

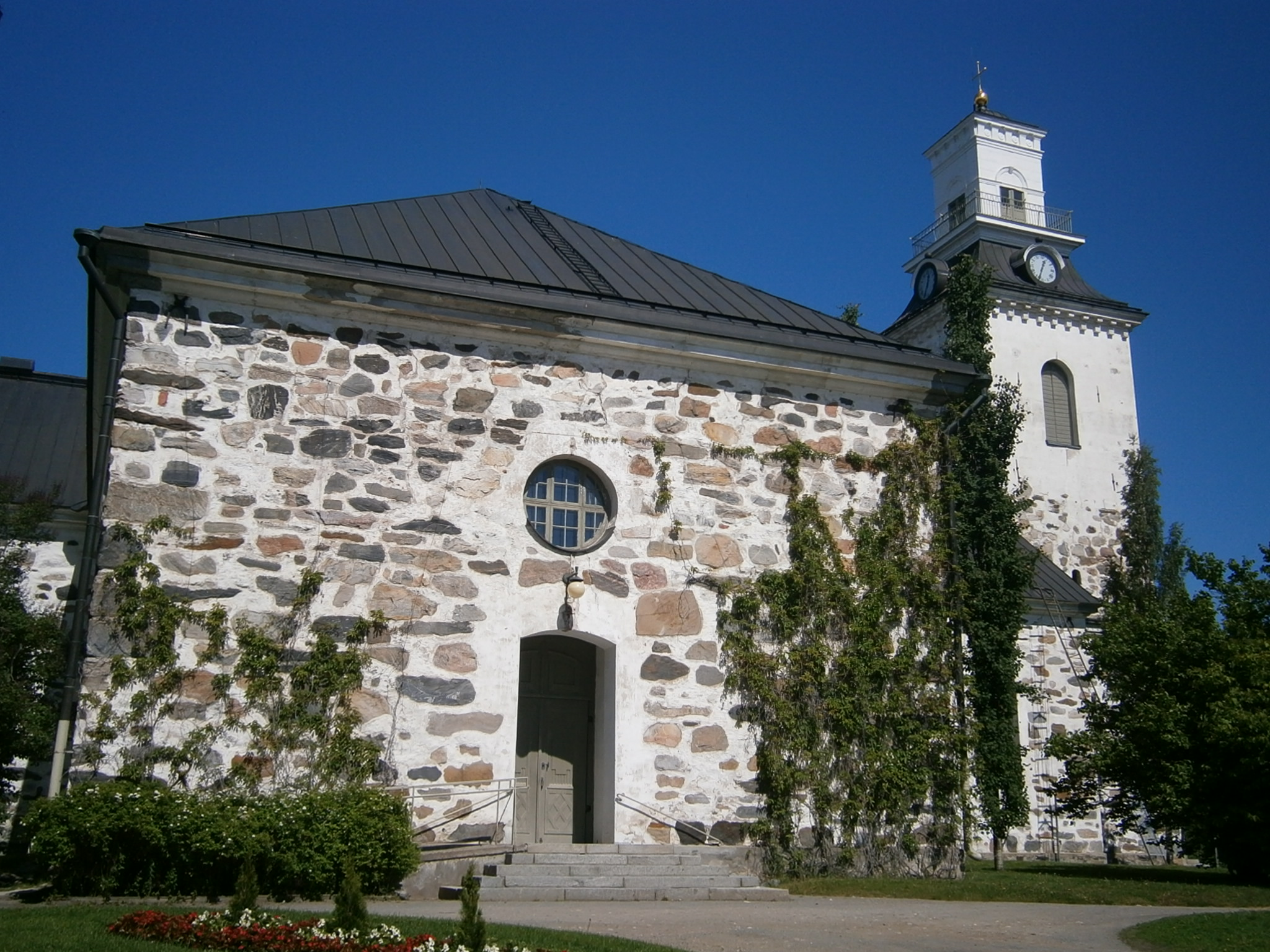
教堂外观
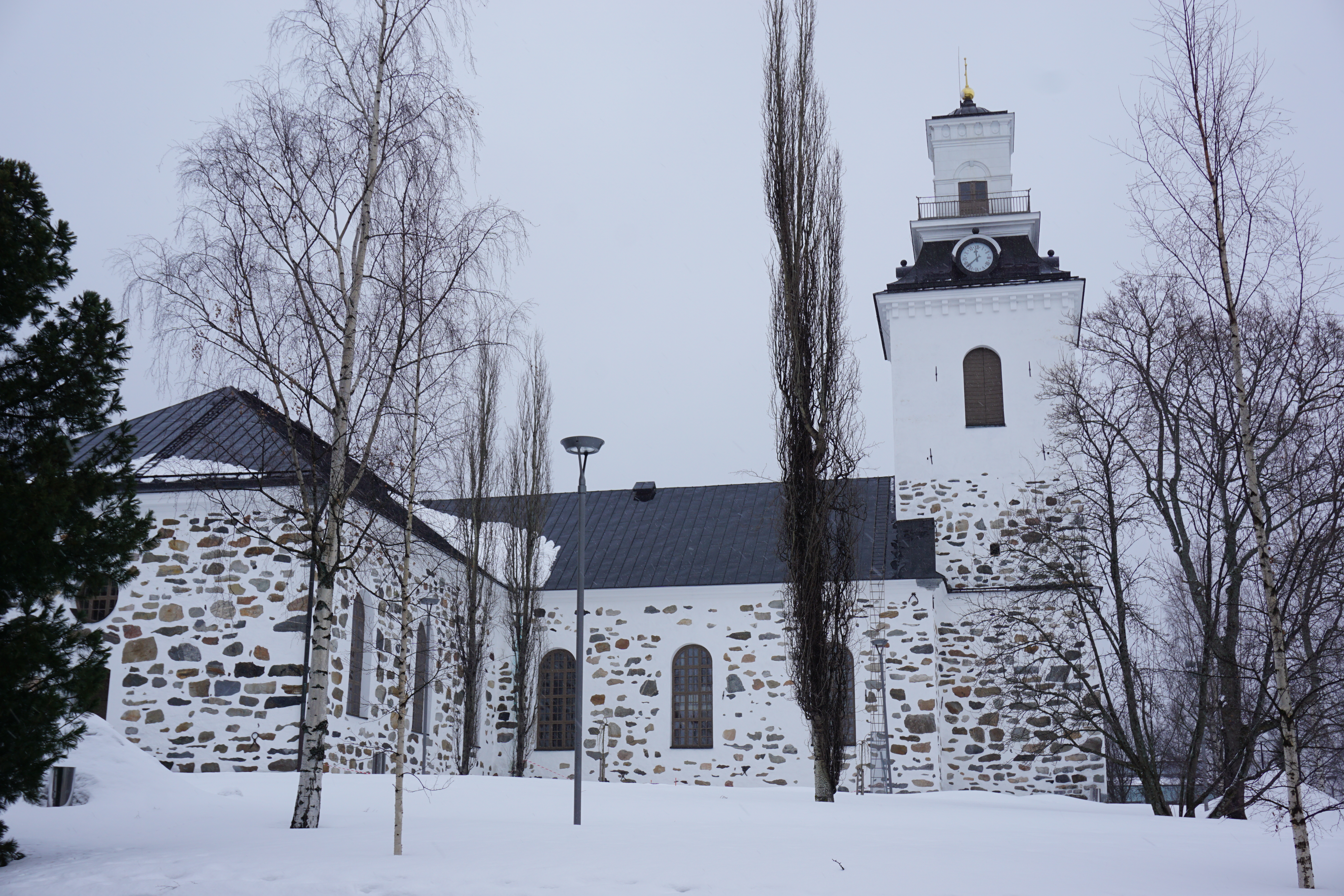
冬季时的教堂
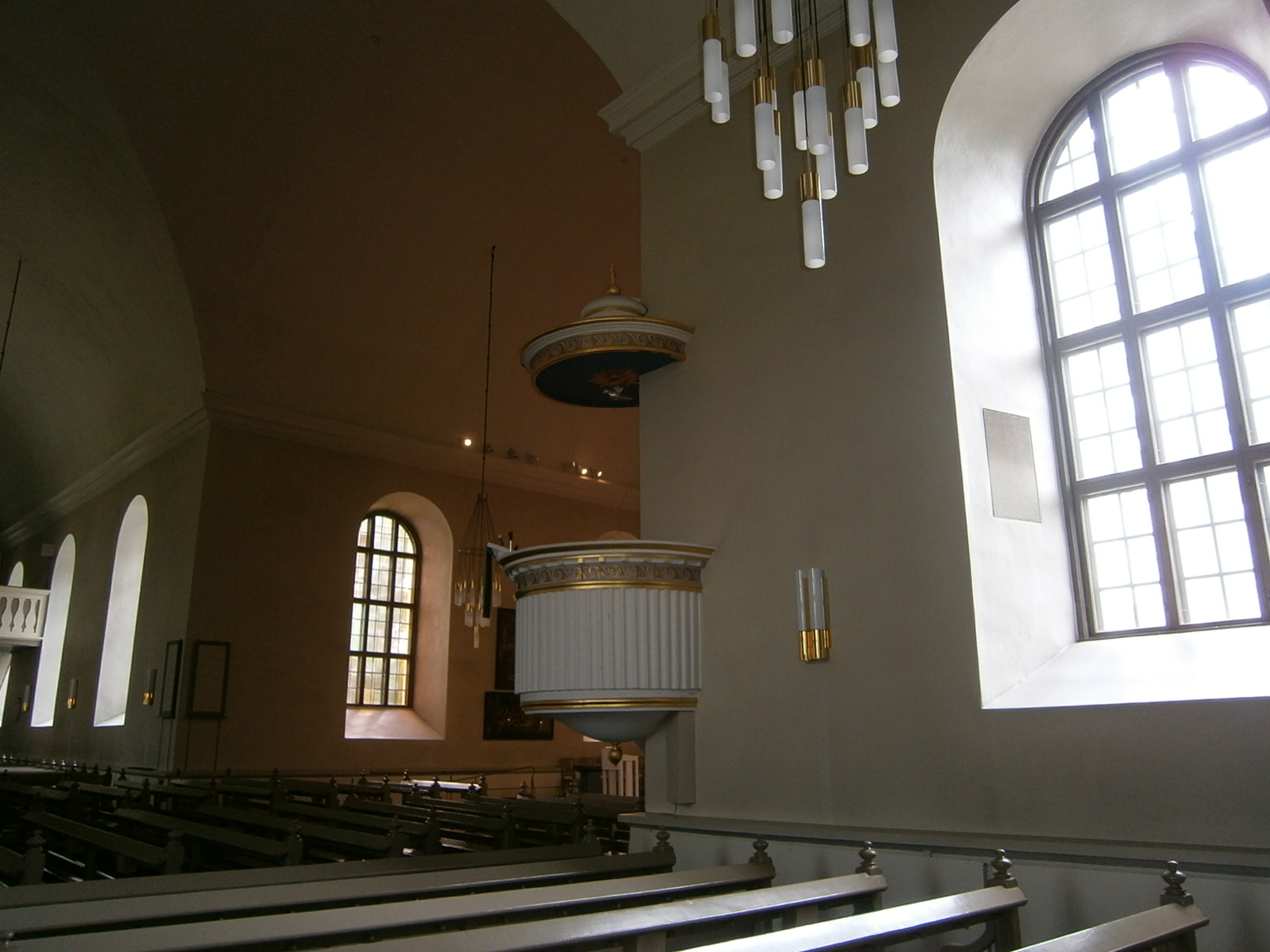
教堂内部
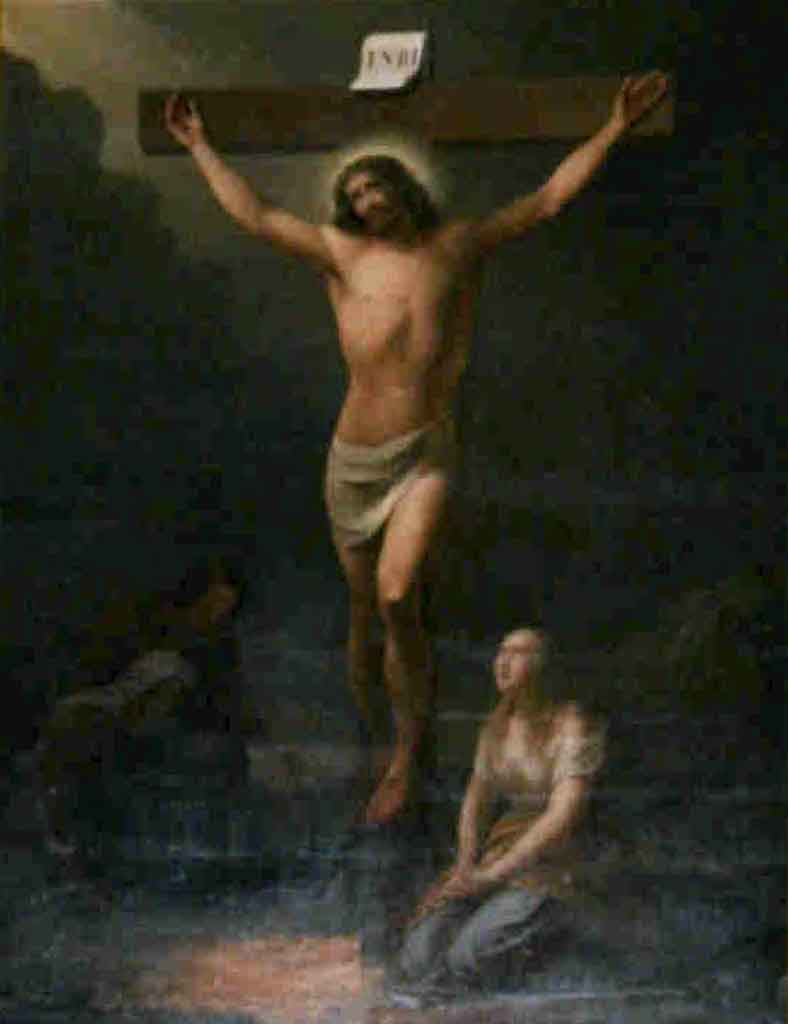
祭坛画《十字架上的耶稣》